# 定南街道
定南街道，是中华人民共和国贵州省安顺市普定县下辖的一个街道办事处。
2016年1月29日，贵州省人民政府批复同意普定县部分乡镇行政区划调整，新设置的定南街道辖原城关镇塔山社区、南华社区、东华社区、新合村、向阳村、天王旗新村、仁和村、陈堡村、陇黑村、陇财村、朱官村、定南村、褚东村、金华村、夜郎新村，街道办事处驻塔山社区。

## 行政区划
定南街道下辖以下地区：
塔山社区、南华社区、东华社区、解放村、红旗村、跃进村、朝阳村、东风村、南门村、龙上村、龙潭下寨村、新街村、马槽井村、老马台村、石头堡村、三棵树村、阿岩村、新房村、豹子坡村、天王旗村、后山村、褚家山村、董家庄村、烂坝村、三块田村、赵家田村、朱官村、岩脚村、对门山村、陇黑村、下大坝村、操子村、川甲村、旧院村、木乃村、陇戛村、柴兴村、地坝村、三岔村、李打拱村、陈家寨村和新林村。